# Jan Boklöv
Jan Mauritz Boklöv (Gällivare, 14 aprile 1966) è un ex saltatore con gli sci svedese, vincitore di una Coppa del Mondo e noto per aver introdotto la tecnica di salto a V.

## Biografia
La tecnica a V, ormai universalmente adottata da tutti i saltatori, consiste nel divaricare gli sci in volo in modo da formare una V, e si contrappone alla tecnica classica di salto con gli sci paralleli utilizzata fino alla fine degli anni ottanta. Quando, nel 1985, Böklov per la prima volta utilizzò la tecnica a V durante una gara, venne severamente penalizzato dai giudici nel punteggio di stile per non aver mantenuto il parallelismo degli sci. Eppure le misure da lui ottenute con uno stile non ortodosso facevano pensare che quella tecnica rivoluzionaria avrebbe consentito salti più lunghi rispetto alla tecnica tradizionale. Test condotti nella galleria del vento dimostrarono la superiorità della tecnica a V in termini di portanza e controllo, e in breve tempo la vecchia tecnica di salto con gli sci paralleli venne abbandonata. All'inizio degli anni novanta ormai tutti i migliori saltatori del mondo erano già passati allo stile a V.
Böklov debuttò nel Circo bianco in occasione dei Mondiali del 1985, senza conseguire risultati di rilievo. In Coppa del Mondo esordì il 30 dicembre 1986 a Oberstdorf (12°), ottenne il primo podio il 4 marzo 1988 a Lahti (2°) e la prima vittoria il 10 dicembre seguente a Lake Placid. Gareggiò nel massimo circuito internazionale dal 1987 al 1993, vincendo cinque gare e aggiudicandosi la coppa di cristallo nella stagione 1988-1989.
In carriera prese parte a due edizioni dei Giochi olimpici invernali, Calgary 1988 (28° nel trampolino normale, 18° nel trampolino lungo, 7° nella gara a squadre) e Albertville 1992 (47° nel trampolino normale, 9° nella gara a squadre), a tre dei Campionati mondiali (5° nella gara a squadre di Lahti 1989 il miglior risultato) e a due dei Mondiali di volo (27° a Vikersund 1990 il miglior risultato). Si ritirò all'inizio del 1993.

## Palmarès

### Coppa del Mondo
- Vincitore della Coppa del Mondo nel 1989
- 11 podi (tutti individuali):
  - 5 vittorie
  - 2 secondi posti
  - 4 terzi posti

#### Coppa del Mondo - vittorie
| Data             | Località    | Nazione        | Trampolino               |
| ---------------- | ----------- | -------------- | ------------------------ |
| 10 dicembre 1988 | Lake Placid | Stati Uniti    | MacKenzie Intervale K114 |
| 18 dicembre 1988 | Sapporo     | Giappone       | Ōkurayama K115           |
| 4 gennaio 1989   | Innsbruck   | Austria        | Bergisel K109            |
| 15 gennaio 1989  | Harrachov   | Cecoslovacchia | Čerťák K120              |
| 28 gennaio 1989  | Chamonix    | Francia        | Le Mont K95              |

#### Torneo dei quattro trampolini
- 2 podi di tappa[3]:
  - 1 vittoria
  - 1 terzo posto